# Sunny Ridge
Sunny Ridge är en bergstopp i Antarktis. Den ligger i den centrala delen av kontinenten. Nya Zeeland gör anspråk på området. Toppen på Sunny Ridge är 2 489 meter över havet.
Terrängen runt Sunny Ridge är platt åt sydväst, men åt nordost är den kuperad. Trakten är obefolkad. Det finns inga samhällen i närheten.